# Кристи, Джон (меценат)
Джон Кристи (англ. John Christie; 14 декабря 1882 — 4 июля 1962) — британский меценат, основатель Глайндборнского оперного фестиваля.
Окончил Итонский колледж. Во время Первой мировой войны служил в пехотном корпусе во Франции, был произведён в чин капитана и награждён Военным крестом.
В 1920 г. получил в наследство имение  Глайндборн близ городка Льюис (англ. Lewes), графство Восточный Сассекс, где, будучи заядлым любителем музыки, начал устраивать любительские оперные спектакли, в 1923 г. установил крупный орга́н. Познакомившись на одном из оперных спектаклей с певицей Одри Майлдмэй и женившись на ней в 1931 г., Кристи отправился в свадебное путешествие, в ходе которого они с женой посетили Байройтский и Зальцбургский фестивали. Это дало толчок инициативе Кристи по превращению своих домашних постановок в профессиональное музыкальное событие, и в 1934 г. в его имении состоялся первый фестиваль профессионального уровня, открывшийся 28 мая постановкой «Свадьбы Фигаро» Моцарта с Майлдмэй в партии Сюзанны. Руководителем музыкальной программы фестиваля стал известный дирижёр Фриц Буш.
К концу 1930-х гг. Глайндборнский фестиваль уже был одним из важнейших событий в мировом оперном календаре. На время Второй мировой войны фестиваль был закрыт, а в Глайндборне располагался приют для эвакуированных из Лондона детей. После войны фестиваль возобновился. Первоначально он поддерживался полностью на личные средства Кристи, затем ему удалось найти для него дополнительную спонсорскую поддержку.
После смерти Кристи директором фестиваля стал его сын Джордж, а затем — его внук Гас Кристи.